# Aktaion

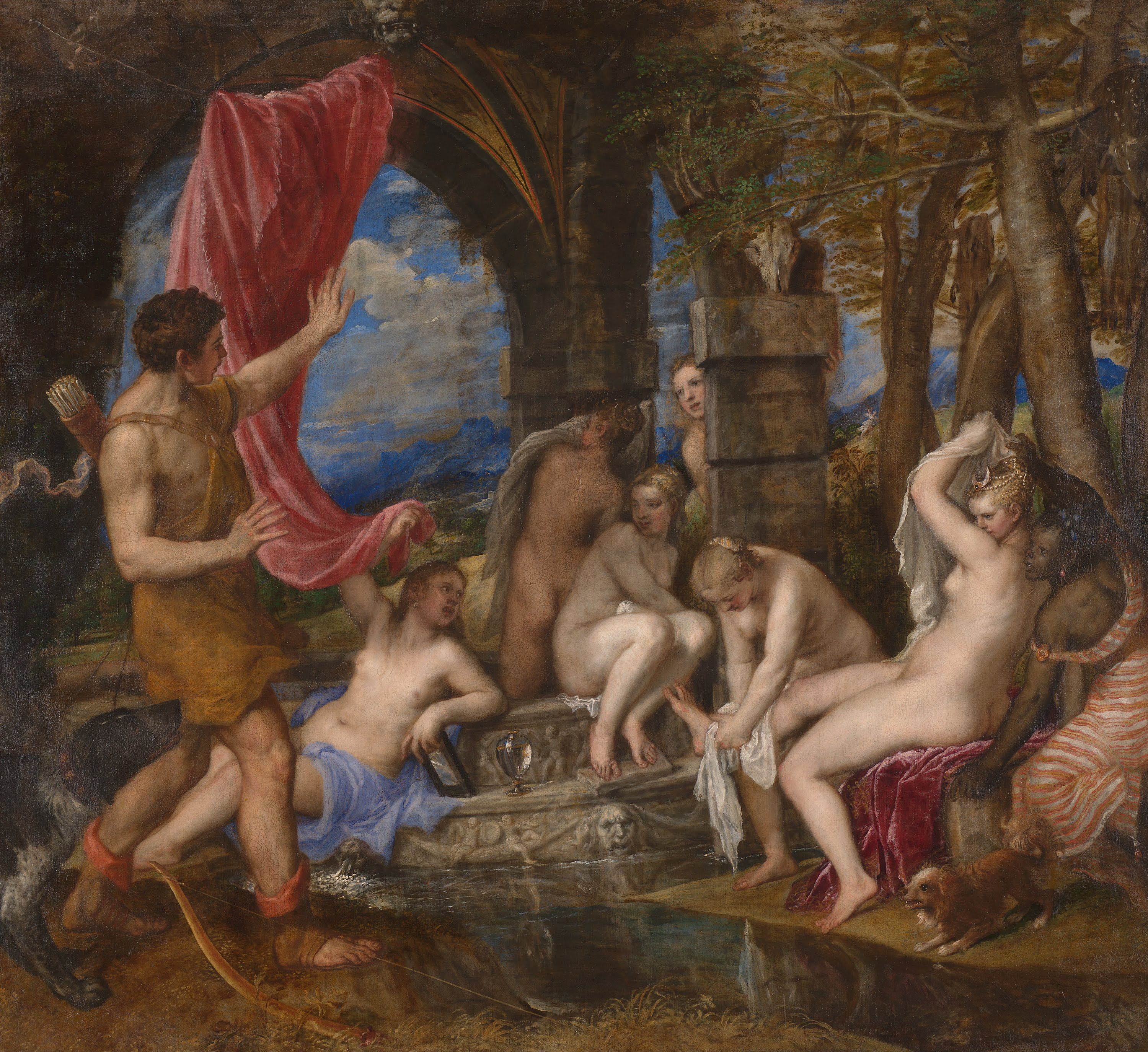
Tizians Diana och Aktaion (1556–1559).

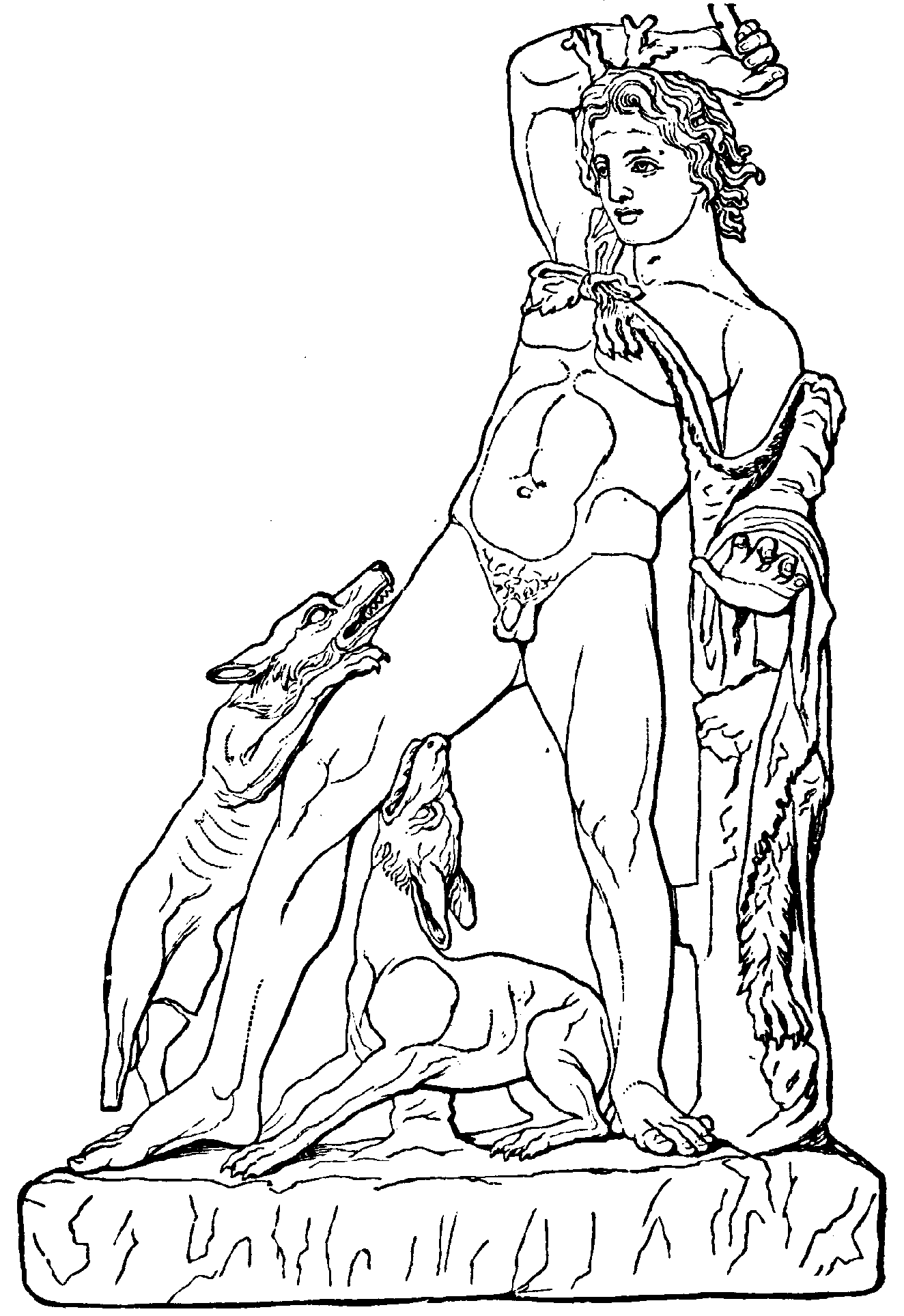
Aktaion

Aktaion var en jägare i grekisk mytologi. Han var sonson till Kadmos, kungen av Thebe. 
En myt berättar att Aktaion gick in i en förbjuden skog när han var ute och jagade. Där fick han se gudinnan Diana (motsvaras i grekisk mytologi av Artemis) och hennes nymfer bada nakna. I vredesmod omvandlades han till en hjort av den kyska gudinnan, och Aktaion flydde i panik, men blev sliten i stycken och uppäten av sina egna jakthundar. Hans hundar saknade honom svårt, så kentauren Chiron skapade en skulptur som var så naturtrogen att hundarna trodde det var den verklige Aktaion. Antikens poeter ger olika förklaringar till varför Aktaion blev omvandlad till hjort, men denna version om Aktaion och Diana som Ovidius berättar i sina Metamorfoser är den mest kända.